# Сьюдад-Аяла
Сьюдад-Аяла (исп. Ciudad Ayala) — город и административный центр муниципалитета Аяла в мексиканском штате Морелос. Численность населения, по данным переписи 2010 года, составила 6777 человек.

## Общие сведения
В 1603 году Дон Николас Абад основал ранчо Сан-Франсиско-Мапачтитлан.
В 1750 году здесь появилась церковь и поселение переименовали в Сан-Хосе-де-Мапачтитлан, стали появляться и другие дома, и в 1834 году поселение получает статус посёлка.
13 мая 1868 года посёлок был переименован в Вилья-де-Аяла, в честь полковника Франсиско Айяла.
17 марта 1976 года посёлок получает статус города и переименовывается в Сьюдад-Аяла.